# Ernesto Saro Boardman
Ernesto Saro Boardman es un empresario y político mexicano militante del Partido Acción Nacional, ha sido en dos ocasiones Presidente Municipal de Ramos Arizpe, Coahuila, diputado federal y senador de la República.
Ernesto Saro Boardman es Ingeniero Químico Administrador, egresado del Instituto Tecnológico y de Estudios Superiores de Monterrey. En 1997 se convirtió en el primer alcalde panista de Ramos Arizpe, culminó su periodo en 2000 y ganó la elección a diputado federal a la LVIII Legislatura por el IV Distrito Electoral Federal de Coahuila. En 2003 por segunda vez ganó la alcaldía de Ramos Arizpe. En 2006 ganó la elección a Senador por Coahuila para el periodo que culminó en 2012.
Siendo Presidente Municipal impulsó diversas obras y programas reconocidos a nivel nacional. Destacadamente, diseñó el programa de salud Medicamentos para Todos, que inspiró una política gubernamental en numerosas ciudades de México, que provee de medicinas de muy bajo costo para las personas de bajos recursos. Reconstruyó el edificio de la Presidencia Municipal de Ramos Arizpe. Reordenó el crecimiento urbano y dotó de servicios públicos a todas las colonias del municipio.
Como Presidente de la Comisión de Salud del Senado de la República, Saro Boardman impulsó varias reformas trascendentes en México, como las nuevas disposiciones que permiten comida sana en las escuelas y la prohibición de alimentos chatarra, ambiente libre de humo de cigarro en lugares públicos o protección del derecho de las personas en estado terminal de decidir sobre el tratamiento médico que deben recibir antes de morir.
Como empresario, ha logrado consolidar importantes empresas locales, en el ramo de la farmacéutica, la construcción y la industria agroalimentaria.